# 해강고등학교
해강고등학교(海江高等學校)는 대한민국 부산광역시 해운대구 우동에 있는 공립 고등학교이다.

## 학교 연혁
- 2004년 12월 17일 : 해강고등학교 43학급 설립 인가
- 2006년 1월 24일 : U-스쿨 모델학교 및 연구학교 지정
- 2006년 3월 1일 : 초대 이상락 교장 취임
- 2006년 3월 4일 : 개교 및 제1회 입학식(416명)
- 2009년 3월 1일 : 부산광역시교육청 인성교육 연구학교
- 2017년 4월 21일 : 교기 요트부(세일링) 창단
- 2023년 2월 22일 : 고교학점제 도입 기반 조성을 위한 학교 공간 재구조화 완료
- 2023년 3월 1일 : 제8대 고병희 교장 취임
- 2023년 7월 13일 : 해강고등학교 전자도서관 구축
- 2024년 2월 8일 : 제16회 졸업식(253명, 누적 6,459명)
- 2024년 3월 4일 : 제19회 입학식(266명)

## 참고 자료
- 해강고등학교 - 한국교육학술정보원 학교알리미